# Сумерки (телесериал)
«Сумерки» (англ. The Gloaming) — австралийский драматический детективный телесериал с элементами ужасов, созданный Викторией Мэдден. Премьера состоялась 1 января 2020 года на стриминговом сервисе Stan. 
Действие сериала разворачивается в Тасмании, а главные роли исполнили актёры Эмма Бут и Ивен Лесли. 
9 мая 2020 года стало известно, что в разработке находится второй сезон. Однако больше никаких сведений о новом сезоне не поступало.

## Сюжет
В центре сюжета находится очень проблемная женщина-полицейский Молли МакГи, которая расследует загадочное убийство неизвестной женщины. Вскоре ей приходится объединиться с другим полицейским — Алексом О’Коннеллом, с которым она не общалась 20 лет. Вместе они пытаются раскрыть это дело, в котором оказываются замешаны нераскрытое дело из прошлого, политическая коррупция и оккультные практики.

## В ролях

### Главные
- Эмма Бут — Молли МакГи
- Ивен Лесли — Алекс О’Коннелл
- Аарон Педерсен — инспектор Льюис Гриншоу
- Энтони Фелан — Уильям Фиан
- Николь Шамун — Хасинта Клюнс
- Дитч Дейви — Тоби Брумхолл
- Макс Браун — Оскар Вульф
- Жозефин Блэйзер — Лили Брумхолл
- Мэтт Тестро — Фредди Хопкинс
- Маркелла Кавена — Дейзи Харт
- Зэния Старр — Фрейя Харрис
- Рина Оуэн — Грейс Кокран
- Мартин Хендерсон — Гарет МакЭвани

### Второстепенные
- Бен Мортон — констебль Фрэнсис
- Милли Олкок — Дженни МакГинти
- Эйрли Доддс — Стефани МакГинти
- Нелл Фини — Шелли Хопкинс
- Анни Финстерер — Эйлин МакГинти
- Кэтрин Пирсон — Джорджия
- Лиза Гормли — Анджела Брумхолл
- Душан Филлипс — Эрик Фокс
- Вирджиния Лавердур — Мэгги Мэдден

## Сезоны
| Сезон | Серии | Серии | Даты показа   | Даты показа     |
| Сезон | Серии | Серии | Первая серия  | Последняя серия |
| ----- | ----- | ----- | ------------- | --------------- |
| 1     | 8     | 8     | 1 января 2020 | 1 января 2020   |

## Эпизоды

### Сезон 1(2020)
| № общий | № в сезоне | Название                                       | Режиссёр     | Автор сценария  | Дата премьеры |
| --- | ---------- | ---------------------------------------------- | ------------ | --------------- | ------------- |
| 1 | 1          | «Умирающий свет» «The Dying of the Light»      | Майкл Раймер | Виктория Мэдден | 1 января 2020 |
| Когда находят жестоко убитую женщину, улики, обнаруженные на месте преступления, связывают это убийство с нераскрытым преступлением 20-летней давности. Детективы и старые друзья Молли МакГи и Алекс О’Коннелл воссоединяются после долгой разлуки, чтобы раскрыть преступление. |            |                                                |              |                 |               |
| 2 | 2          | «Чёрная грамматика ада» «Hell’s Black Grammar» | Майкл Раймер | Виктория Мэдден | 1 января 2020 |
| Опустошённая смертью Дейзи, Молли находит загадочный символ, который разжигает в ней желание разыскать Фредди. Алекс наносит визит матери Дженни МакГинти, Эйлин, который оставляет у него тяжёлые воспоминания.                                                                  |            |                                                |              |                 |               |
| 3 | 3          | «Отливка костей» «The Casting of the Bones»    | Грег Маклин  | Виктория Мэдден | 1 января 2020 |
| Дочь Молли, Лили, участвует в рискованных онлайн-активностях, которыми манипулирует Фредди, чтобы отомстить Молли. Тем временем подозрения Молли в причастности Фредди к убийству усиливаются.                                                                                    |            |                                                |              |                 |               |
| 4 | 4          | «Чёрные крылья ангела» «Black Winged Angels»   | Грег Маклин  | Виктория Мэдден | 1 января 2020 |
| Фредди подвергает жизнь Лили опасности, и Молли должна поспешить, чтобы спасти её, пока Фредди не раскрылся. Тем временем констебль Фрейя Харрис работает над наводкой о том, что Гарет и советник Хасинта Клюнс могут быть замешаны в каких-то сомнительных сделках.             |            |                                                |              |                 |               |
| 5 | 5          | «За завесой» «Beyond the Veil»                 | Сиан Дейвис  | Виктория Мэдден | 1 января 2020 |
| Молли узнаёт о безвременной кончине Хасинты Клюнс и убеждается, что за несчастным случаем стоит Гарет. Алекс всё больше интересуется библией заключённых, которую он нашёл в доме Дороти Моксли.                                                                                  |            |                                                |              |                 |               |
| 6 | 6          | «Псы язычества» «Heathen Dogs»                 | Сиан Дейвис  | Виктория Мэдден | 1 января 2020 |
| Расследование даёт прорыв, когда выясняется, что у женщины по имени Марианна Гоуди такое же заболевание крови, как и у Дороти. Странная ночь с Гаретом заставляет Алекса вспомнить то, что он подавлял в себе годами.                                                             |            |                                                |              |                 |               |
| 7 | 7          | «Знак ведьмы» «The Mark of the Witch»          | Грег Маклин  | Виктория Мэдден | 1 января 2020 |
| Образцы крови, найденные в машине Хасинты Клюнс, указывают на родственную связь с Дороти. Алекс приводит инспектора Льюиса в дом Грейс, чтобы показать ему найденные кости, и узнаёт, что Льюис знает больше, чем говорит.                                                        |            |                                                |              |                 |               |
| 8 | 8          | «Ночь матерей» «The Night of the Mothers»      | Грег Маклин  | Виктория Мэдден | 1 января 2020 |
| Расследование заходит в тупик, когда Гарет берёт Молли в заложники, угрожая ей ножом, а Уильям и Крофтеры захватывают Алекса. |            |                                                |              |                 |               |

## Производство
«Сумерки» были созданы Викторией Мэдден, которая также заняла пост продюсера вместе с Джоном Моллоем и Фионой МакКонаги в сотрудничестве с компанией Disney Platform Distribution — дистрибьютором за пределами Австралии.

## Релиз
В Австралии премьера сериала состоялась на стриминговом сервисе Stan 1 января 2020 года.
В США премьера «Сумерек» состоялась на платном телевизионном канале Starz 21 марта 2021 года.